# Robert Harron

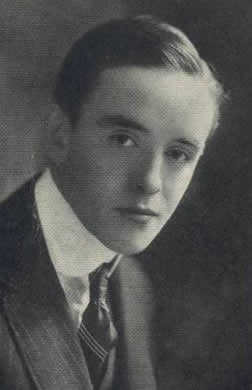
Robert Harron

Robert Harron född 12 april 1893 i New York, död 5 september 1920, New York, genom vådaskott.
Han föddes i en fattig, irländsk immigrantfamilj. 1907 började han arbeta för American Biograph Studios i New York som springpojke men fick snart småroller. Han blev god vän med D.W. Griffith och fick roller i dennes filmer.

## Filmografi i urval
- 1913 – The Battle at Elderbush Gulch
- 1914 – Home, Sweet Home
- 1915 – Nationens födelse
- 1916 – Intolerance
- 1918 – Det största i livet
- 1919 – Menlösa Susie